# Comté de Londres

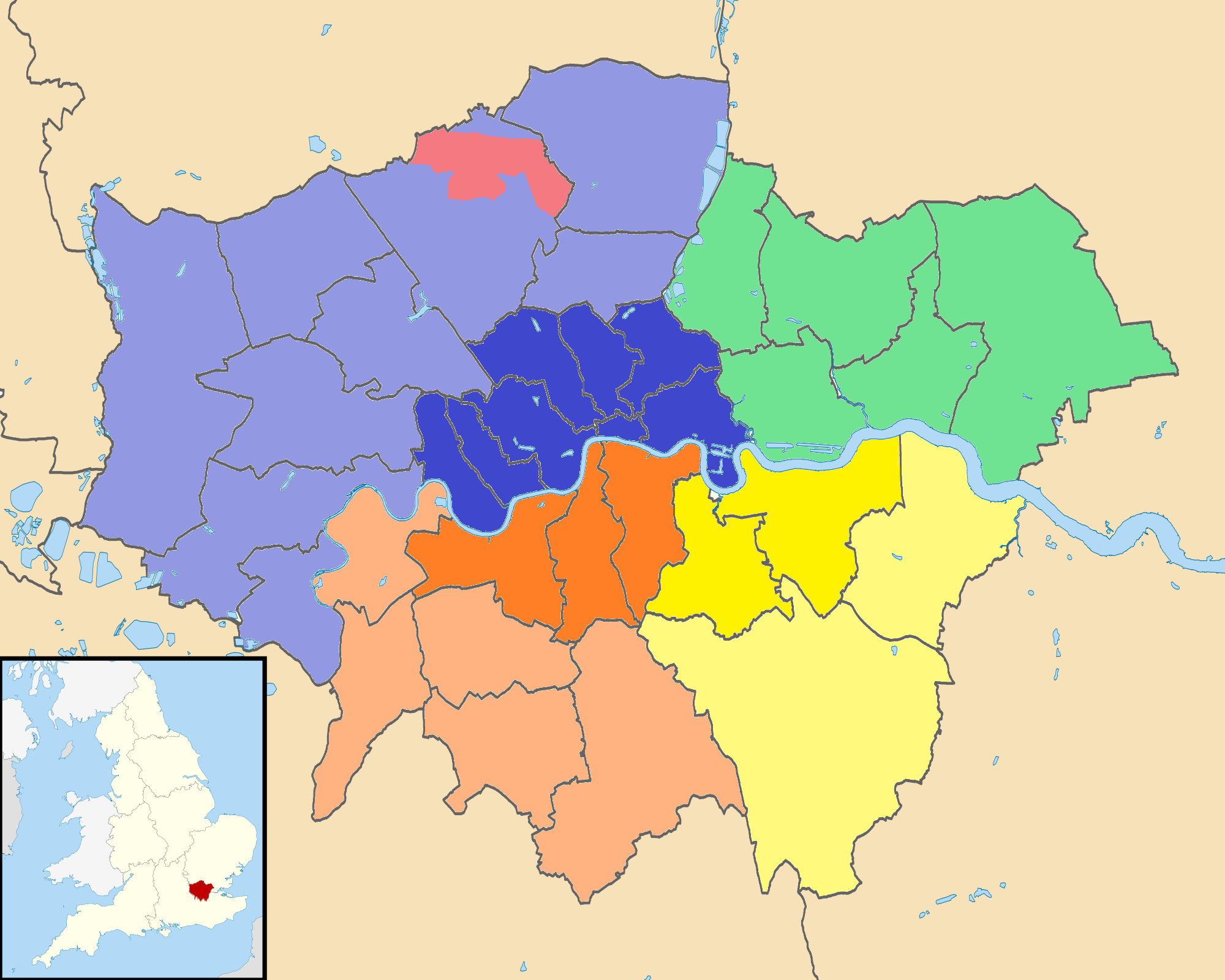
Formation du comté de Londres en 1889 (en couleur sombres) et du Grand Londres en 1965 (en bleu le Middlesex, en orange le Surrey, en jaune le Kent, en vert l'Essex, en rose le Hertfordshire)

Le comté de Londres (County of London en anglais) est un ancien comté administratif et traditionnel d'Angleterre bordé par le Middlesex au nord et à l'ouest, l'Essex au nord-est, le Kent au sud-est et le Surrey au sud. Il existe de 1889 à 1965 et a été remplacé par le Grand Londres. 
Le comté de Londres était sous l'autorité du London County Council. Il ne s'étendait pas sur tout le territoire aujourd'hui occupé par le Grand Londres mais seulement sur sa partie centrale, qui était sous la responsabilité du Metropolitan Board of Works (chargé des routes et ponts de Londres). Ce territoire englobait partiellement au Middlesex, au Surrey et au Kent, qui aujourd'hui correspondent aux districts de Camden, Greenwich, Hackney, Hammersmith et Fulham, Islington, Kensington et Chelsea, Lambeth, Lewisham, Southwark, Tower Hamlets, Wandsworth et la Cité de Westminster.
Le territoire correspondant au Comté de Londres est parfois appelé Inner London aujourd'hui. Contrairement au London County Council, le Greater London Council n'était pas chargé de l'éducation, un nouvel organisme, la Inner London Education Authority a ainsi été créé pour reprendre ce rôle, jusqu'en 1990.

## Districts métropolitains
En 1900, 11 ans après sa création, le London Government Act officialise la division du Comté de Londres en 28 districts métropolitains. Lorsque le comté de Londres a cessé d'exister en 1965, ces districts métropolitains sont devenus 12 districts londoniens. 
| 1. Cité de Londres (n'est pas un district métropolitain) | |
| 1. Westminster 2. Holborn 3. Finsbury 4. Shoreditch 5. Bethnal Green 6. Stepney 7. Bermondsey 8. Southwark 9. Camberwell 10. Deptford 11. Lewisham 12. Woolwich 13. Greenwich 14. Poplar | 1. Hackney 2. Stoke Newington 3. Islington 4. St Pancras 5. Hampstead 6. St Marylebone 7. Paddington 8. Kensington 9. Hammersmith 10. Fulham 11. Wandsworth 12. Lambeth 13. Battersea 14. Chelsea |